# Ibicaba
Ibicaba ist ein Landgut (auch Plantage oder brasilianisch Fazenda) in der Gemeinde Cordeirópolis, seit 1948 unabhängig von Limeira im Bundesstaat São Paulo in Brasilien. Der Name Ibicaba bedeutet fruchtbare Erde und leitet sich her von der Eingeborenensprache Tupi (ibi = ‚Erde/Boden‘; caba = ‚fett‘ oder ‚fruchtbar‘).

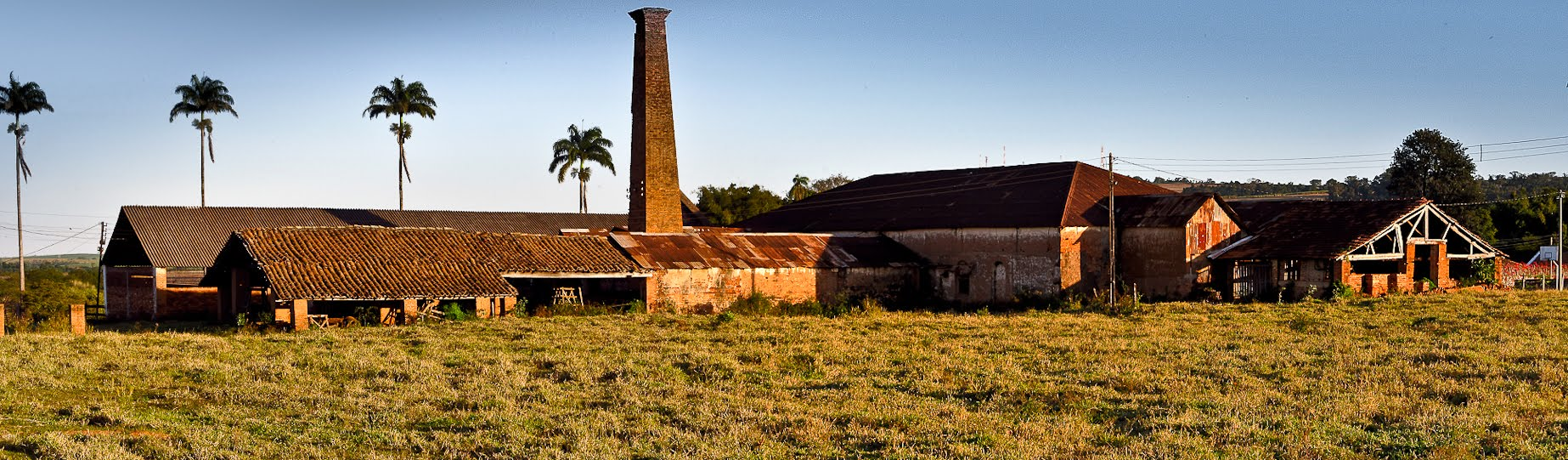
Das Landgut Ibicaba

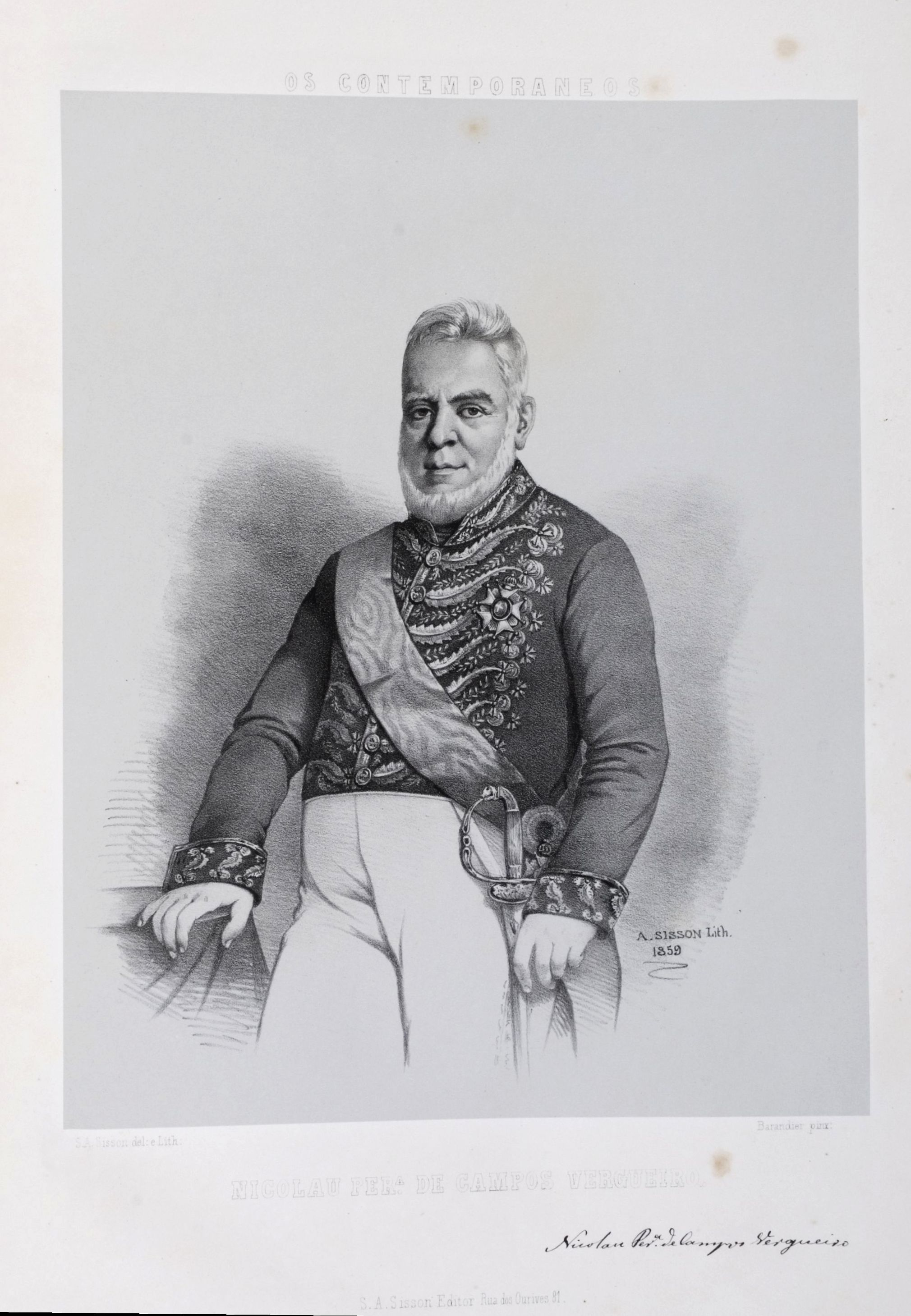
Senator Nicolau Pereira de Campos Vergueiro, Lithografie von Sebastien Auguste Sisson, 1861

Das Landgut Ibicaba wurde 1817 gegründet. Zunächst war es im Besitz des Senators Nicolau Pereira de Campos Vergueiro bis zu dessen Tod 1859. Es war von historischer Bedeutung für Aktivitäten und Ereignissen in der Region und der Geschichte Brasiliens, zum Beispiel:
- 1828 der Anbau von Kaffee in der Region Limeiras
- die von Privaten subventionierte Einwanderung ins Land, das heißt, die Anstellung ausländischer Arbeitskräfte, während die Landarbeiter Brasiliens damals noch mehrheitlich Sklaven waren.
- ab 1847 der Gebrauch des Pfluges auf brasilianischem Boden
- um 1850 der Einsatz von Maschinen, die mit Dampfmotoren angetrieben wurden

Das Landgut Ibicaba umfasst ungefähr 222 Hektar, was verglichen mit den großen Landgütern der Region, die über 500 bis 700 Hektar verfügen, ein kleines Landgut darstellt. Heute wird hauptsächlich Zuckerrohr angebaut. Doch einige Installationen aus der Zeit des Kaffeeanbaus haben sich erhalten und werden heute als Touristenattraktion genutzt. Ibicaba gehört zu den Landgütern der Umgebung mit den meisten Besuchern.

## Entstehung
Bis ins 18. Jahrhundert war die Region, in der sich der Gutsbetrieb Ibicaba befindet, dicht bewaldet, dünn besiedelt und kaum genutzt. Die wenigen Siedler waren Besitzer aus Minas Gerais, die sich entlang des sogenannten „Picadão de Cuiabá“ niedergelassen hatten, das heißt entlang eines Wegs von São Paulo durch die Gegend, wo dann Siedlungen entstanden wie Sorocaba, Itu, Piracicaba, Rio Claro, und weiter in Richtung Mato Grosso.
Die Riesenbäume entlang der Straße ließen auf rote Erde, auf sehr fruchtbaren Boden, schließen. Im Wissen darum baten Besitzer benachbarter Städte wie Piracicaba, Campinas, Itu und São Paulo die Regierung um urbares Land, damit sie es bewirtschaften konnten.
Einer der Landstriche, die sich durch seine Produktivität auszeichnete, war das urbare Land (sesmaria) des Morro Azul. Dieses Land wurde von der Krone an Bürger verliehen, die es urbar machen und bewirtschaften mussten. Einen Teil ersteigerte 1817 Senator Nicolau Pereira de Campos Vergueiro. Hier errichtete er die Zuckermühle von Ibicaba, dazu bestimmt, Zucker und Schnaps zu erzeugen. Sie wurde um eine Gesellschaft mit dem Brigadier Luis Antônio de Souza erweitert, einem der reichsten Männer seiner Zeit.
Vergueiro besaß damals bereits andere Ländereien, die er mit seinem Schwager erworben hatte. Sein Schwager war der Hauptmann José de Andrade e Vasconcellos, dessen Tochter Maria Angelica de Vasconcellos er 1804 geheiratet hatte. Nur ein Jahr zuvor, 1803, war er als 25-Jähriger von Vale da Porca in Portugal nach Brasilien gekommen.
Vergueiro war noch bis 1816 als Anwalt tätig und mit administrativen Aufgaben in der Provinzhauptstadt beschäftigt. Damit galt er bereits zu seiner Zeit als Person mit Einfluss in den politischen und wirtschaftlichen Kreisen.

## Entwicklung
Wie für die Kolonisierung urbaren Landes zu jener Zeit üblich, ließ Vergueiro auf seinen Neuanschaffungen Zuckermühlen einrichten, Sklaven und freie Arbeiter kommen und Besetzer, welche die Gegend verunsicherten, vertreiben. Zur Rodung wählte er die Fläche am Fuß des Morro Azul, wo er noch 1817 den produktiven Kern seiner Zuckermühle errichten ließ. Diese Anlage  befand sich auf einer relativ ebenen Fläche und zählte eine stattliche Anzahl von Quellen, was für den Pflanzenanbau sehr positiv war.
Mit dem Tod des Hauptmanns Luís Antônio 1817 wurde die Gesellschaft aufgelöst und die damalige Zuckermühle fiel an Vergueiro.
Angesichts des hohen Zuckerpreises auf dem Weltmarkt und der brasilianischen Politik, die sich der Förderung des Zuckerrohranbaus zugewandt hatte, richtete Vergueiro eine Zuckermühle auf den Landgütern ein, die er erworben hatte. Diese Mühle erzeugte 1820 ungefähr 9 Tonnen weißen Zucker, 6 Tonnen Zucker zweiter Qualität und etwa 450 kg Rohzucker. Im Jahr 1825 siedelte Vergueiro in ein neu erbautes Landhaus nach Ibicaba um. In diesem Jahr setzte die Modernisierung ein und das Landgut kam in Schwung. Mit der Zeit wurde die Zuckermühle zu einer der größten in der Region.
Bereits 1828 wandte sich Vergueiro jedoch dem Kaffeeanbau zu. In diesem Jahr pflanzte er mit Hilfe von Sklaven die ersten 6000 Kaffeesträucher. Es war die erste Plantage dieser Art in der Region Limeira und der Beginn war eine Art Test mit den neuen Früchten. Es war das Jahr, in dem er Senator von Minas Gerais wurde, einer lebenslangen Position, die er 31 Jahre lang, von 1828 bis 1859, seinem Todesjahr, innehatte.
Der Kaffeeanbau beendete die Zuckerrohrproduktion nicht sofort. Diese wurde nach und nach durch das neue Produkt ersetzt. So war die Bepflanzung von beiden während einer Periode, in der sich die Produktionsflächen der Weltwirtschaft anpassten, üblich. Die Rentabilität der Kaffeeplantage wuchs jedoch rapide, und allmählich gab der Zuckerrohranbau der neuen Fruchtkultur nach.
Zu dieser Zeit verlor das Anwesen an Bedeutung als Mühle und wurde zunehmend als Ibicaba-Landgut bekannt. Sein Erfolg mit dem neuen Produkt veranlasste sogar die benachbarten Grundbesitzer, mit dem Anbau von Kaffee zu beginnen, insbesondere ab 1840, als Zucker seinen kommerziellen Wert als Exportprodukt verlor.

## Bezahlte Arbeitskräfte
Obwohl die Kaffeeproduktion im Jahr 1828 begonnen hatte, war die Produktion des Ibicaba-Landguts noch immer durch den Mangel an Sklaven begrenzt, über die Vergueiro verfügte und die noch immer der Hauptmotor des Produktivsystems in Brasilien waren. Für die florierende Kaffeewirtschaft in Rio de Janeiro und São Paulo wurden zwischen 1830 und 1850 jährlich etwa 50'000 afrikanische Sklaven in den brasilianischen Südosten gebracht. Sklavenarbeit wurde jedoch immer teurer. Faktoren wie Beschränkungen des internationalen Sklavenhandels sowie die Ausweitung der landwirtschaftlichen Betriebe im Landesinneren von São Paulo verringerten das Angebot und erhöhten die Nachfrage nach teureren Hilfskräften.
Angesichts dieses Szenarios beschloss Vergueiro, der größte Sklavenimporteur der Provinz S. Paulo, europäische Familien zu rekrutieren, um sie als bezahlte Landarbeiter in seinen Siedlungen arbeiten zu lassen. Zu diesem Zweck gründete er 1846 die Firma Casa Vergueiro & Cia, die für die Rekrutierung von Arbeitnehmern aus ihren Herkunftsländern sowie für den Transport und die Verwaltung auf dem Gutsbetrieb verantwortlich war. Die Vereinbarung zwischen dem Gutsherrn und den freien Arbeitern wurde als parceria-System bezeichnet, ähnlich dem in den Vereinigten Staaten praktizierten Schuldensystem. Johann Jakob von Tschudi, der später als Sondergesandter in der damaligen Hauptstadt Rio de Janeiro mit den kaiserlichen Ministern verhandelte, sprach von einem System der Halbpacht.
Der parceria-Vertrag wurde unterzeichnet, bevor die Familie nach Brasilien einreiste. Er forderte, dass der Landwirt und seine Familie eine bestimmte Anzahl Kaffeesträucher auf dem ihm zugewiesenen Boden anbauen und den Kaffee ernten sollte. Die Entlöhnung würde die Hälfte des jährlichen Nettoerlöses des erzeugten Kaffees sein und teilweise in Form von Sachleistungen, teilweise in bar, erfolgen. Die eingewanderte Familie könnte auf einigen Flächen der Kaffeeplantagen Lebensmittel zum Eigenkonsum anpflanzen und im Fall von Überschüssen diese anderen Familien, Städten und Gemeinden verkaufen. In diesem Fall sollte die Hälfte des Gewinns dem Gutsbesitzer abgetreten werden.
So setzte der Gutsherr Vergueiro das Kapital, das heißt die Ländereien, die Plantagen ein. Die Familien indessen setzten ihre Arbeit, ihre Werkzeuge, den Anbau eigener Nutzpflanzen, die Rodung und die Ernten ein. Der Gewinn, den die Familie erwirtschaftete, musste die zu ihren Gunsten getätigten Ausgaben, wie Seefahrt, Landtransport, Vorschüsse für Lebensmittel- und Lebensmitteleinkäufe sowie Einkäufe in den Lagern des Gutsbetriebs, sowie den zum Zeitpunkt der Zahlung fälligen Zins decken. Dies ließ den eingewanderten Siedlern, wenn überhaupt, wenig Geld übrig.
Nach dem Start mit Vergueiro wurde das parceria-System auf mehrere andere Kaffeeplantagen im Landesinneren von São Paulo ausgeweitet.

## Erste Siedler in Ibicaba
Den Anfang nahm die Siedlung 1840 mit dem Vertragsabschluss von 80 oder 90 portugiesischen Familien, die aus der Region Minho in Portugal stammten. Damit wurde die Kolonie Senador Vergueiro auf dem Landgut Ibicaba gegründet.
Der Versuch blieb jedoch aus politischen Gründen erfolglos. Vergueiro wurde in die liberale Revolution von 1842 verwickelt, die von der Nationalregierung besiegt wurde. In dieser Zeit war er gezwungen, sein Landgut zu verlassen. Senator Vergueiro wurde daraufhin in São Paulo verhaftet und während seiner Abwesenheit verließen viele dieser Einwandererfamilien das Landgut Ibicaba.
Die Unruhen hatten für einige Zeit verhindert, dass mehr Einwandererfamilien auf die Plantage kamen, die erst 1846 mit der Gründung von Casa Vergueiro & Cia in Zusammenarbeit mit seinen Söhnen José und Luiz wieder aufgenommen wurde.
Im Juli 1847 übernahm Vergueiro die Beschaffung von 423 Bauern oder 64 Familien aus Deutschland, insbesondere von preußischen, bayerischen und rheinischen Einwanderern sowie von holsteinischen Bauern. Sie schlossen sich 215 Sklaven und sieben verbliebenen portugiesischen Familien an, die mit der Gruppe von 1840 eingewandert waren, und bildeten erneut die Kolonie Senador Vergueiro. Die Einstellung deutscher Einwanderer wurde durch ein dreijähriges Darlehen der Regierung des Bundesstaates ermöglicht.

## Höhepunkt

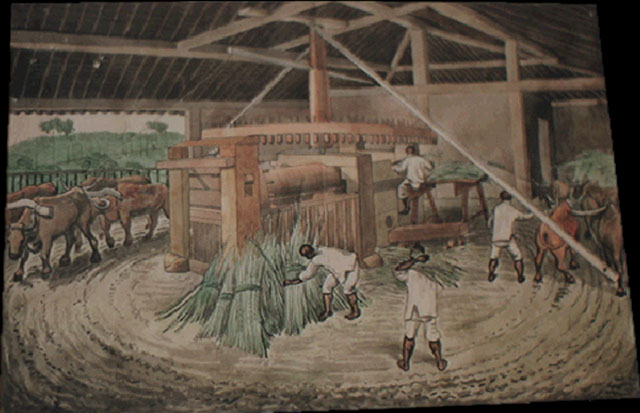
Zuckermühle von São Carlos im Bundesstaat São Paulo, Brasilien. Aquarell von Hércules Florence, 1840.

In den folgenden Jahren gingen die Subventionen drastisch zurück. Damit die Kaffeeproduktion dennoch möglichst ohne Sklaven erfolgreich betrieben werden konnten, mussten die Siedler die von Vergueiro getätigten Investitionen kompensieren. Aus diesem Grund spielte das zwischen dem Gutsherrn und jedem Siedler unterzeichnete Partnerschaftsabkommen, der parceria-Vertrag, eine Schlüsselrolle. Dieser Vertrag zwang den Bauern, den Seeweg von Europa nach Santos sowie den anschließenden Transport zum Landgut Ibicaba, sowie weitere Vorschüsse der Vergueiros für Unterhalt, Wohnung und Werkzeug zu tragen. So finanzierte Vergueiro & Cia nebst den Vorschüssen beide Strecken, die später von der Einwandererfamilie mit 6 Prozent Jahreszins zurückzuzahlen waren. In einigen Fällen betrug der verrechnete Jahreszins 12 Prozent.
Mit dem Vertrag und der Führung von Vergueiro und seinem Sohn José gelang es dem System, sowohl die Rentabilität zu steigern als auch die Kolonistenfamilien dazu zu zwingen, auf dem Landgut zu bleiben. Der Erfolg des Landguts wurde landesweit bekannt, und andere Betriebe begannen, den Austausch von Sklavenarbeit gegen Lohnarbeit (Halbpacht) in Betracht zu ziehen. Die Dienste von Vergueiro & Cia wurden von anderen Gutsbesitzern in der Region beansprucht, um Arbeitskräfte im Rahmen eines parceria-Systems anzuheuern.
Die Ibicaba-Plantage erhielt nach den Einwanderungswellen von 1840 und 1846/1847, 1849, 1852, 1853, 1854, 1855, 1856, 1857 und 1862 mehr Familien, von denen die meisten deutscher Herkunft waren. Sie beschäftigten sich mit dem Kaffeeanbau, während Sklaven Zuckerrohr und andere Kulturpflanzen anbauten. Viele der Einwanderer waren Handwerker, Schmiede oder Zimmerleute, was zum Wachstum des Landguts beitrug.
Mit der Entwicklung kamen in Ibicaba neue Werkzeuge zum Einsatz. 1847 wurde der Pflug erstmals im Kaffeeanbau eingesetzt; Ochsenkarren mit an der Achse befestigten Rädern wurden durch den leichteren, schnelleren Wagen mit fester Achse ersetzt. Vergueiro erfand auch einen Kaffeeschäler, der täglich etwa 1000 Arrobas (15 Tonnen) Kaffeebeeren reinigte.
Das Landgut Ibicaba begann dann, landwirtschaftliche Instrumente herzustellen und an andere Landgüter zu liefern. Damit wurde es zu einem Vorbild für die anderen, mit einer riesigen Struktur und einer starken Kaffeeproduktion. In den 1860er Jahren hatte es bereits die größte Kaffeeplantage in Brasilien mit 1,25 Millionen Kaffeesträuchern und einem Hof zum Trocknen des Kaffees von 60.000 Quadratmetern (sechs Hektar). Zu seiner Blütezeit lebten 700 Familien oder mehr als 3.000 Menschen, Sklaven und Einwanderer auf dem Landgut Ibicaba.

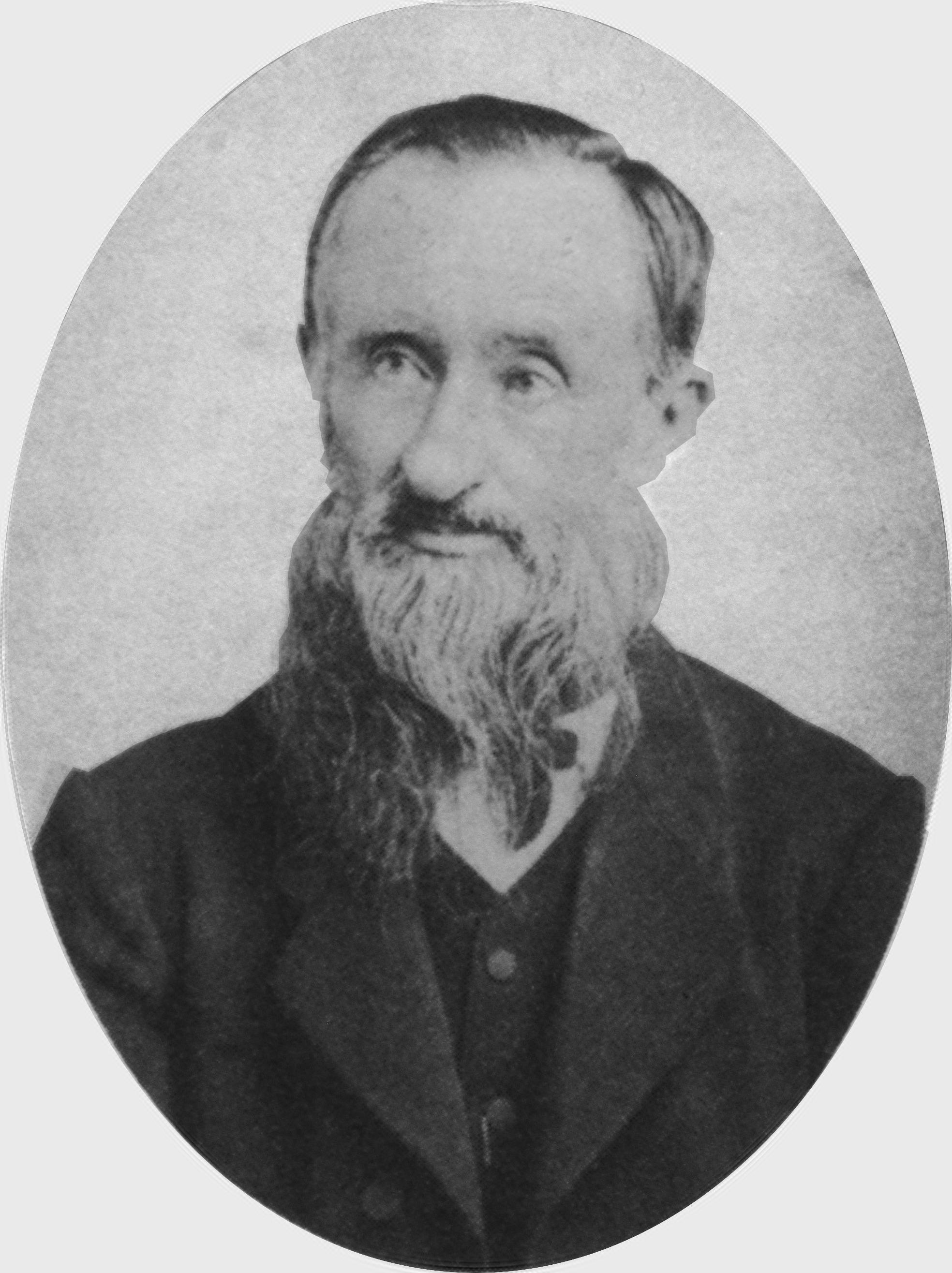
Thomas Davatz um 1880

## Niedergang des parceria-Systems
Im Dezember 1856 war es auf dem Landgut Ibicaba zu einem Aufstand unter der Führung des Schweizers Thomas Davatz gekommen. Er dauerte jedoch nur kurz und war zu lokal. Deshalb  führte er unmittelbar nicht zu Verbesserungen für die Kolonisten, zeigte aber aufgrund des Berichts von Davatz langfristige Auswirkungen.
So kamen seit 1857 kaum noch Siedler aus Deutschland oder der Schweiz, um im parceria-System zu arbeiten. Die Schweiz ernannten Johann Jakob von Tschudi zum Sondergesandten. Dieser hatte beste Beziehungen zu verschiedenen Diplomaten, zum brasilianischen Adel, zur Geschäftswelt in den Küstenstädten und zur brasilianischen Regierung. Er verschaffte sich auch die Unterstützung Österreichs und Deutschlands, insbesondere Preußens.
Ab dem Jahr des Aufstands verfiel das Geschäftsmodell. Das parceria-System wurde in den meisten Kaffeeplantagen im Landesinneren von São Paulo aufgegeben.
Nach 1856 verblasste der Stern von Ibicaba als Beispiel für andere Kaffeeplantagen. Im Jahr 1859 verstarb Senator Vergueiro; zu diesem Zeitpunkt wurde Vergueiro & Cia bereits von seinen Söhnen geführt, und die Plantage selbst von José Vergueiro.
Nach dem Aufstand in Ibicaba glaubte José nicht mehr an die Arbeit der Einwanderer und stellte keine ausländischen Familien mehr ein. Er rechnete wieder mit Sklaven. 1865 ging die Firma Vergueiro & Cia Konkurs. Möglicherweise war das ein Manöver, um sich der Verbindlichkeiten gegenüber den europäischen Gemeinden zu entziehen, denen die Firma noch Rückzahlungen schuldete. Jedenfalls bestätigte der Konkurs den Niedergang des parceria-Systems. Trotzdem erreichte das Ibicaba-Landgut, das bereits große finanzielle Probleme hatte, mit 54.896 Scheffeln (27,5 Tonnen) in diesem Jahr ihren Höhepunkt. Das Gelände diente auch als Übungsgelände für Soldaten, die im Paraguay-Krieg kämpften.
Der Krieg löste in Brasilien eine Wirtschaftskrise aus. Trotzdem wurde 1876 der Ibicaba-Bahnhof innerhalb des Landguts eingeweiht, was den Kaffeetransport an die Küste erleichterte.
Aber die Plantage verfiel bereits. 1887 zählte sie 400 Sklaven und nur 50 freie Arbeiter. Diese waren nicht mehr germanischer Abstammung der ersten Wellen, sondern größtenteils Italiener.

## Post-Vergueiro-Ära
In diesem Jahr waren Teile des Landguts bereits verkauft und die Kaffeefläche und die Produktion waren geschrumpft. 1889, ein Jahr nach der Abschaffung der Sklaverei in Brasilien, wurde Ibicaba von Oberst Flamínio Ferreira de Camargo in Zusammenarbeit mit den Brüdern Simão und José Levy, ehemaligen Siedlern, die 1857 auf dem Landgut angekommen waren, gekauft. Zusammen mit ihnen wurden andere Geschäfte angegliedert. Zu der Zeit umfasste der Hof 2'427 Hektaren.
Nach einigen Jahren kauften die Brüder einen Teil des Landguts von Colonel Camargo. Simon ging, um mit städtischen Immobilien in Limeira zu geschäften, während José sich auf das Landgut konzentrierte. 1910 baute er ein neues großes Haus. Das Haus von Vergueiro blieb dort weitere 10 Jahre, wurde jedoch nach einem Tuberkulose-Ausbruch 1920 abgerissen und in Brand gesteckt.
Die Levy-Brüder eröffneten ein exportorientiertes Kommissionshaus in Santos und verschafften Ibicaba einen Teil der Bedeutung, die es einst besaß. 1926 gab es zwar etwa eine halbe Million Kaffeesträucher, aber andere Plantagen zählten bereits mehr als drei Millionen Kaffeesträucher. 1928 starb der damalige Oberst José Levy. Das Landgut wurde seinen Nachkommen überlassen, während die Simons den Besitz in Limeira behielten. Im Jahr 1929 führte die Weltkrise dazu, dass Kaffee als Exportprodukt viele Märkte verlor. Nach dem Wertverlust und der Aufteilung auf mehrere Erben im Jahr 1975 blieben von den ursprünglich von den Levys erworbenen 2427 Hektar nur noch 222 Hektar um das Hauptquartier herum. In diesem Jahr wurde es an die Familie Carvalhaes verkauft, die das Grundstück bis heute besitzt.

## Ibicaba seit dem Ende des 20. Jahrhunderts
Im Jahr 1996 begann das Anwesen mit dem Tourismus. Seither hat es eine beträchtliche Anzahl von Besuchern sowohl aus dem Inland als auch aus dem Ausland empfangen. Der größte Teil der Einnahmen entfällt jedoch auf das Geschäft mit dem Zuckerrohranbau. Das Land ist an die Iracema-Mühle verpachtet.
Ibicaba fand auch Eingang in die Kunst. Von der Schweizer Schriftstellerin Eveline Hasler stammt der historische Roman Ibicaba. Das Paradies in den Köpfen, in dem sie die von Thomas Davatz geführten Schweizer Siedler auf ihrer Auswanderung und Ansiedlung in Brasilien begleitet.